# Krčka katedrala
Krčka katedrala posvećena je Uznesenju blažene Djevice Marije. Podignuta je na većem prostoru na dnu brežuljka na kojem se smjestio grad Krk. Prvi poznati datirani spomen ove katedrale nalazi se u Darovnici biskupa Ivana iz 1186. godine, a moguće je postojanje ove katedrale u ranokršćanskom vremenu.
Katedrala je trobrodna starokršćanska bazilika koja s romaničkom crkvom sv. Kvirina (12. stoljeće), zaštitnika Krčke biskupije, zvonikom (16. stoljeće) povrh kojeg bdije anđeo s trubom, kapelom sv. Barbare, ranokršćanskom krstionicom i apsidom čini jedinstven vjerski kompleks. Katedrala je orijentirana tradicionalno: istok-zapad. Pročelje joj je na ulici koja presijeca Krk u smjeru sjever-jug. Dužina joj iznosi 40 metara, a širina 14,5 metara iznutra. Sa svake strane ima 9 stupova i 10 lukova. Raspon osi dvaju stupova iznosi 3,10 metara.